# 佐藤美奈子 (政治学者)
佐藤 美奈子（さとう みなこ）は、日本の政治学者。専門は政治思想史。東京大学社会科学研究所助手、青山学院女子短期大学非常勤講師。

## 経歴
- 1993年　東京外国語大学外国語学部中国語学科卒業
- 1996年　早稲田大学政治経済学部政治学科卒業
- ランカスター大学大学院文学修士（M.A.、社会学）
- 東京大学大学院総合文化研究科国際社会科学専攻修士課程修了（学術修士）
- 2001年　東京大学大学院総合文化研究科博士課程単位取得満期退学
- 2001年4月　日本学術振興会特別研究員（-2003年3月）
- 2003年4月　東京大学社会科学研究所比較現代政治研究部門助手

## 論文
- 「『忠君』から『愛国』へ――北一輝の進化論」『相関社会科学』第8号（1999年3月）
- 「辛亥革命をめぐる日本の世論――『日本及日本人』を中心に」『思想史研究』第1号（2001年）
- 「『東洋』の出現――北一輝『支那革命外史』の一考察」『政治思想研究』第1号（2001年）
- 「北一輝の『日本』――『国家改造案原理大綱』における進化論理解の変転」『日本思想史学』第34号（2002年）